# Шаптебой Василь Васильович
Василь Васильович Шаптебой (біл. Васіль Васільевіч Шапцябой Васіль Васільевіч Шапцябой; нар. 1979) — білоруський спортсмен, учасник зимових (лижи #і біатлон) #і літніх (велосипед #і легка атлетика) Паралімпійських ігор; Заслужений майстер спорту Республіки Білорусь.
Був прапороносцем Білорусі на церемонії закриття зимових Паралімпійських ігор 2014 року у Сочи.

## Біографія
Народився 10 листопада 1979 року. Має вроджене порушення зору.
Почав кататися на лижах з 1993 року у школі для дітей з порушенням зору у Молодечно, Білорусь.
Виступав за клуб «Динамо», готувався у Республіканському центрі олімпійської підготовки з паралімпійських видів спорту #і Могилевської обласної школи вищої спортивної майстерності.
У даний час мешкає у Могильові. Одружений, у сім'ї три доньки: Ангеліна, Аліса #і Анна.

## Досягнення
Свою паралімпійську кар'єру Василь Шаптебой почав у 2000 році на літній Паралімпіаді у Сіднеї, Австралія, де завоював бронзову медаль у чоловічій естафетній гонке T13. T13. У 2004 році він брав участь у літніх Паралімпийских іграх у Афінах, де виграв #золоті медалі у гонках на тандемі #і у гонках на час для слабозорих. Він брав участь у велоспорті на літніх Паралімпійських іграх 2012 року у Лондоні, але не став медалістом.
Його перший виступ на зимових Паралімпійских іграх відбулось у Турині, Італія, у 2006 році, де він завоював бронзову #і #срібні медалі у лижних гонках. На наступних іграх у 2010 році у Ванкувері, Канада, Василь завоював дві #бронзові нагороди у лижних гонках #і біатлоні. На Паралімпійських іграх у Сочі 2014 році він двічі став бронзовим призером у біатлоні на дистанціях 7,5 #і 12,5 кілометрів. Він був одним із самих #досвідчених учасників зимових Паралімпійских іграх 2018 року у Пхенчхані, Південна Корея, але застудився за два дні до першої гонки, що негативно вплинуло на його виступ.7,5 и 12,5 километров.
Окрім Паралімпійских ігор Шаптебой брав участь у різних чемпіонатах світу з  велосипедного спорту, легкої атлетиці #і біатлоні.
1. ↑  Беларусь на зимней Паралимпиаде представят 15 спортсменов (фото) (рос.). Министерство спорта и туризма Республики Беларусь. 28 лютого 2018. Архів оригіналу за 25 березня 2018. Процитовано 20 квітня 2019. [Архівовано 2018-03-25 у Wayback Machine.]
2. ↑  Belarus wins 9 medals at Vancouver 2010 Paralympics. Архів оригіналу за 19 квітня 2019. Процитовано 23 квітня 2019.
3. ↑  Vasili SHAPTSIABOI. Архів оригіналу за 5 лютого 2018. Процитовано 23 квітня 2019.
4. ↑  Vasili Shaptsiaboi’s reasons to watch PyeongChang 2018. Архів оригіналу за 19 квітня 2019. Процитовано 23 квітня 2019.

- Василь Шапцябой [Архівовано 19 квітня 2019 у Wayback Machine.]
- SHAPTSIABOI Vasili [Архівовано 19 квітня 2019 у Wayback Machine.]
- Belarus’ Shaptsiaboi has Ambitions for London and Sochi [Архівовано 19 квітня 2019 у Wayback Machine.]
- Василь Шаптебой: Накал пристрастей – моястихія [Архівовано 20 квітня 2019 у Wayback Machine.]